# Julie Miville-Dechêne
Pour les articles homonymes, voir Miville et Dechêne.
Julie Miville-Dechêne, née le 10 juillet 1959, est une sénatrice, journaliste et fonctionnaire québécoise. Elle a commencé sa carrière journalistique au sein de la Société Radio-Canada où elle a travaillé pendant plus de 30 ans. Elle y a notamment exercé la fonction d’ombudsman des Services français d’avril 2007 à août 2011. Elle a été présidente du Conseil du statut de la femme du Québec de 2011 à 2016. Le 20 juin 2018, elle est nommée sénatrice indépendante pour la division d'Inkerman sur avis du premier ministre Justin Trudeau. 

## Biographie
Née en 1959, elle est la fille de l'historienne Louise Dechêne (1928-2000). Elle est titulaire d’un diplôme de 2e cycle en Prévention et Règlement des conflits de l’Université de Sherbrooke, d’une maîtrise en journalisme de l’Université Columbia de New York (1981) et d’un baccalauréat en science politique de l’Université du Québec à Montréal (1985).
Julie Miville-Dechêne entre à l’emploi de Radio-Canada en 1977, comme documentaliste, puis à partir de 1979, rédactrice, puis journaliste pour les stations montréalaises de radio et de télévision de Radio-Canada,. De 1987 à 1998, elle a été correspondante à Radio-Canada pour les nouvelles télévisées nationales à Toronto, à Ottawa et à Washington. En 1993, elle est récipiendaire de la bourse Asie-Pacifique de la Fondation Asie Pacifique du Canada qui lui permet d’étudier l’impact de la libéralisation économique au Vietnam en milieu rural sur les femmes durant trois mois,. Elle est de retour à Montréal en 1999 où elle travaille comme journaliste à plusieurs émissions télévisées d’information de Radio-Canada-CBC, tels La Facture,  Le Point et Le Téléjournal. Elle reçoit la 2002 Silver World Medal (« médaille d’argent mondiale 2002 ») au New York Festivals pour son reportage Les enfants et le terrorisme diffusé à l’émission Le Point. C’est également lors de cette période, en 2005, qu’elle reçoit du Conseil supérieur de la langue française le prix Raymond-Charette, remis pour une « contribution exemplaire pour la diffusion d’un français de qualité ».
Elle devient ombudsman des Services français de la Société Radio-Canada le 1er avril 2007, succédant à Renaud Gilbert et devenant la première femme à occuper ce poste,, une fonction qu’elle a exercée jusqu’au 31 juillet 2011.
En 2008, elle s’est vu décerner le Prix Reconnaissance de l’Université du Québec à Montréal (UQAM) pour sa « remarquable carrière journalistique tant comme reporter que comme correspondant à l’étranger ».

### Conseil du statut de la femme
Nommée par le gouvernement du Québec, elle est présidente du Conseil du statut de la femme du Québec de 2011 à 2016. Depuis son arrivée au Conseil, Julie Miville-Dechêne a ajouté une touche personnelle dans la démarche de recherche de l’organisme; l’approche empirique mise en place a permis de produire des documents étoffés, reflétant un portrait fidèle de la situation[réf. nécessaire].
Le Conseil a d’abord produit trois avis, sur des sujets complexes et controversés. L’avis La prostitution : il est temps d’agir prend une position claire sur le sujet, à savoir que la prostitution constitue, dans la grande majorité des cas, une forme d’exploitation et de violence envers les femmes, et que celles qui souhaitent en sortir devraient avoir les ressources nécessaires pour le faire à leur disposition. L’avis intitulé Les femmes et le Plan Nord : pour un développement nordique égalitaire propose des pistes de réflexion réalistes afin de permettre aux femmes qui le désirent de tirer, elles aussi, profit du développement du territoire nordique du Québec. Une autre publication attendue, Une mixité en chantier – Les femmes dans les métiers de la construction, s’inscrit dans l’air du temps, alors que de nombreuses voix s’élèvent pour demander que des changements dans les mentalités et les pratiques soient mis en œuvre au sein de cette industrie afin que les femmes qui exercent ces métiers puissent le faire en toute tranquillité d’esprit.
Plus récemment, la présidente a accompagné une chercheuse en Grande-Bretagne pour évaluer les programmes en place pour lutter contre les violences liées à l’honneur et pour documenter un avis sur cette question. La publication Les crimes d’honneur, de l’indignation à l’action propose des pistes de solution intéressantes pour contrer cette forme de violence au Québec.
Le Conseil a également assumé ses responsabilités à l’endroit des Québécoises en documentant les conditions de vie des femmes dans un avis sur l’accès aux services médicaux de première ligne, ainsi qu’en réalisant des mémoires sur des sujets primordiaux pour elles : la procréation assistée, les régimes de retraite et l’assurance autonomie.
Par ailleurs, dans le dossier de la laïcité et de la Charte des valeurs québécoises, la présidente du Conseil, Julie Miville-Dechêne, a critiqué publiquement en septembre 2013 ce qu’elle considérait être une tentative d’ingérence du gouvernement du Québec. Quelques jours plus tard, l’opposition officielle déposait une motion proposant que l'Assemblée nationale du Québec réaffirme l'indépendance du Conseil du statut de la femme. L’Assemblée des membres du Conseil du statut de la femme a depuis trouvé un compromis sur la question du port des signes religieux par les agentes et les agents de l’État et a déposé un mémoire au sujet de projet de loi 60 en décembre 2013.
La dernière année de son mandat à titre de présidente, en 2016, elle met sur pied une tournée pan québécoise des établissements collégiaux pour parler de consentement sexuel en compagnie du rappeur Koriass et de la journaliste Marilyse Hamelin.